# Tomasz Szadek
Tomasz Szadek (Tomasz Sadek,* um 1550 in Szadek; † nach 1610 in Krakau) war ein polnischer Sänger und Komponist. 
Szadek wurde zum Kaplan geweiht und wirkte als Sänger an der Kathedrale von Krakau, bevor er 1569 Mitglied der Hofkapelle wurde. Hier wirkte er bis 1574, danach war er bis 1578 Mitglied der königlichen Rorantistenkapelle („Thomas, clericus Sacrae Reginae Majestatis“). Zuletzt wirkte er als Vikar und Beichtvater an der Krakauer Kathedrale, wo er um 1611 letztmals erwähnt wird.
Von Szadek sind zwei Messen (Officium Dies est laetitiae, 1578 und Officium in melodiam motetae  Pisneme, 1580, nach Thomas Crécquillons Puis ne me peult venir) erhalten. Am Archiv der Krakauer Kathedrale finden sich weitere unvollendete und undatierte Werke von ihm: der Introitus Vultum tuum, das Graduale Haec dies und die Communio Pascha nostrum (in der Sopran- und Tenorstimme).